# Кааль Ану
Ану Арвидівна Кааль (ест. Anu Kaal; нар. 4 листопада 1940, Таллін) — естонська співачка опери та оперети (лірико-колоратурне сопрано), педагог, Народна артистка СРСР (1981).

## Біографія
З 1959 року навчалася вокалу в Таллінській музичній школі. У 1963 році закінчила Таллінське музичне училище (з 1975 року — імені Георга Отса) по класу вокалу, в 1968 році — Таллінську консерваторію (нині Естонська академія музики і театру) (клас Віктора Гур'єва).
З 1963 — співачка хору, а з 1967 по 1996 роки — солістка Естонської театру опери та балету (нині Національна опера «Естонія») в Талліні.
У 1971—1972 роках Ану Кааль стажувалася у театрі «Ла Скала» (Мілан) (клас Ренати Карозио).
Вела концертну діяльність. Виступала як камерна співачка. Брала участь у виконанні вокально-симфонічних творів: «Пристрасті по Іоанну» Йогана Баха, «Пори року» Йозефа Гайдна, Стабат Матер, Джованні Перголезі, «Осяяння» Бенджаміна Бріттена та ін.
Гастролювала за кордоном.
З 1984 року викладає в Естонській академії музики і театру.
Почесна випускниця корпорації «Індла» («Indla») .
Депутат Верховної Ради Естонської РСР 9-го скликання.

## Нагороди та звання
- Заслужена артистка Естонської РСР (1974)
- Народна артистка Естонської РСР (1977)
- Народна артистка СРСР (1981)
- Премія Ленінського комсомолу Естонської РСР (1978) — за виконання партій Роксани в опері «Сірано де Бержерак» Ейно Тамберга, Мюзетты в опері «Богема» Джакомо Пуччіні та концертні програми
- Орден Дружби народів (1980)[5].
- Орден Білої зірки III класу (2001)
- Медаль «За зразкову роботу» (1969)
- Естонська співочий конкурс (2-е місце, 1967)
- Конкурс молодих виконавців Литви, Білорусії та Естонії в Таллінні (1-й приз, 1968)
- Лауреат Всесоюзного конкурсу вокалістів імені М. В. Глінки (Київ, 1968)
- Премія Театрального союзу Естонської РСР (1975) — за виконання партії Віолетти в опері «Травіата» Джузеппе Верді
- Премія ним. Георга Отса (1979)
- Премія Театрального союзу Естонської РСР (1980) — за виконання партії Марії в опері «Дочка полку» Гаетано Доніцетті
- Диплом Х Всесоюзного фестивалю телефільмів в Алма-Аті (1983)
- Нагорода Союзу радянських товариств дружби і культурних зв'язків із зарубіжними країнами (1983)
- Почесна грамота Верховної Ради Естонської РСР (1985).

## Партії
- 1964 — «Чарівна флейта» В. А. Моцарта —  перший паж
- 1966 — «Чарівна флейта» В. А. Моцарта —  Цариця ночі
- 1968 — «Поргі і Бесс» Дж. Гершвіна —  продавець полунички
- 1968 — «Великий чарівник» А. І. Гаршнек —  Elle
- 1968 — «Ріголетто» Дж. Верді —  Джильда
- 1969 — «Вікінги»  Е. Аава —  Вайк
- 1969 — «Пеппі Довгапанчоха» (мюзикл) Ю. Вінтера та Ю. Раудмяє —  Пеппі
- 1970,  1985 — «Лючія ді Ламмермур»  Г. Доніцетті —  Лючія
- 1970 — «Кавалер троянди»  Р. Штрауса —  Софі
- 1971 — « Дон Карлос»  Дж. Верді —  Тебальдо ,  ангел
- 1973 — «Викрадення із сералю»  В. А. Моцарта —  Констанца
- 1973 — «Кажан»  Й. Штрауса —  Адель
- 1973 — «Телефон»  Дж. Менотті —  Люсі
- 1974 — « Травіата»  Дж. Верді —  Віолетта
- 1975 — « Дон Жуан» В. А. Моцарта —  Церліна
- 1976 — «Сірано де Бержерак»  Ейно Тамберга —  Роксана
- 1977 —  «Богема»  Дж. Пуччіні —  Мюзетта
- 1979 — «Дочка полку» Г. Доніцетті —  Марія
- 1980 — «Вільний стрілець»  Карла Вебера —  Анхен
- 1981 — «Служниця-пані»  Дж. Перголезі —  Серпіна
- 1981 — « Директор театру» В. А. Моцарта —  пані Зільберкланг
- 1981 — «Луїза Міллер» Дж. Верді —  Луїза
- 1983 — «Продана наречена»  Б. Сметани —  Марженка
- 1983 — «Фіалка Монмартру»  І. Кальмана —  Віолетта
- 1985 — « Альцина»  Г. Генделя —  Моргана
- 1985 — « Бал-маскарад» Дж. Верді —  Оскар

## Дискографія
- 1982 — Пісні та романси (фортепіано Фріда Бернштейн)
- 1984 — В. А. Моцарт, Вінченцо Белліні, Г. Доніцетті, арії (з Національним симфонічним оркестром Естонії, диригенти П. Лілє та П. Мягі)
- 1985 — Два арії (В. А. Моцарт, Г. Доніцетті) та дует (В. А. Моцарт) з Вольдемаром Куслапом (альбом «RAT Естонські оперні солісти»)